# Sejkov
Sejkov é um município da Eslováquia, situado no distrito de Sobrance, na região de Košice. Tem 7,03 km² de área e sua população em 2018 foi estimada em 192 habitantes.

## Demografia
| Ano:        | 1994 | 2004   | 2014   | 2024   |
| ----------- | ---- | ------ | ------ | ------ |
| Broj ljudi: | 217  | 201    | 207    | 197    |
| Razlika:    |      | -7,37% | +2,98% | -4,83% |

| Ano:               | 2023 | 2024 |
| ------------------ | ---- | ---- |
| Número de pessoas: | 197  | 197  |
| Diferença:         |      | +0%  |